# مجموعه آرامگاه‌های گوگوریو
مجموعه آرامگاه‌های گوگوریو در کره شمالی قرار دارد و در ژوئیهٔ سال ۲۰۰۴ به‌عنوان نخستین مکان در آن کشور در فهرست میراث جهانی یونسکو به ثبت رسید. این مجموعه از ۳۰ آرامگاه جداگانه مربوط به پادشاهی گوگوریو، یکی از سه پادشاهی کره، تشکیل شده‌است که در شهرهای پیونگ یانگ و نامپو قرار دارند. گوگوریو که در شمال شرقی چین و شبه‌جزیره کره واقع شده بود، یکی از قدرتمندترین پادشاهی‌های کره در فاصلهٔ صده‌های پنجم و هفتم میلادی به‌شمار می‌آمد. این پادشاهی در مکان کنونی کرهٔ شمالی در ۳۲ سال پیش از میلاد مسیح پایه‌گذاری شد و پایتخت آن در سال ۴۲۷ میلادی به پیونگ‌یانگ انتقال یافت.
بسیاری از آرامگاه‌های این مجموعه همچون آرامگاه شمارهٔ ۳ آناک دارای نقاشی‌های دیواری هستند. این آرامگاه‌ها تقریباً تمام آن چیزی هستند که از این فرهنگ بر جای مانده‌است. در مجموعه بیش از ۱۰٫۰۰۰ آرامگاه متعلق به پادشاهی گوگوریو در چین و کره کشف شده‌است اما تنها ۹۰ مورد از آنها دارای نقاشی‌های دیواری هستند. مجموعه آرامگاه‌های گوگوریو که در فهرست میراث جهانی به ثبت رسیده‌است مهمترینِ این آرامگاه‌های دارای نقاشی دیواری را در بر می‌گیرد. این مجموعه احتمالاً برای دفن اجساد پادشاهان، شهبانوها و دیگر اعضای خانوادهٔ سلطنتی مورد استفاده قرار می‌گرفته‌است. همچنین نقاشی‌های درون این آرامگاه‌ها تصویری منحصربه‌فرد از زندگی روزمره در دوران پادشاهی گوگوریو می‌دهد. این دیوارنماها دارای رنگ‌هایی پررنگ بوده و اساطیر کره‌ای آن دوران را نیز به نمایش می‌گذارد.
دلایلی که سبب شد یونسکو مجموعه آرامگاه‌های گوگوریو را در فهرست میراث جهانی قرار دهد به شرح زیر است:
- نقاشی‌های دیواری، شاهکارهایی از عصر گوگوریو هستند. همچنین خود آرامگاه‌ها، قابلیت‌های مبتکرانهٔ مهندسی در آن دوران را به نمایش می‌گذارند.
- رسوم گوگوریو در آن زمان در تمام شرق آسیا از جمله ژاپن نفوذ کرده بود.
- این مکان تصویری استثنایی از فرهنگ گوگوریو، چه در زمینهٔ زندگی روزانه و چه در زمینهٔ مراسم خاکسپاری را ارائه می‌دهد.
- مجموعه آرامگاه‌های گوگوریو نمونه‌ای مهم از نوع‌شناسی این مراسم خاکسپاری است.

در مهٔ ۲۰۰۶، ۲٬۳۶۰ آرامگاه جداگانه در مکان گوگوریوی باستان کشف گردید. همچنین ویرانه‌های شهری باستانی نیز در این هنگام هویدا شد. در میان این ویرانه‌ها دیواری به‌بلندای ۱٬۵ و عرض ۴ متر وجود داشت و بر طبق شواهد به‌دست آمده باید خندقی نیز در آن مکان می‌بود. ۱۲ مقبرهٔ دیگر نیز در داخل این شهر کشف گردید.